# ريد كوشران
ريد كوشران (بالإنجليزية: Red Cochran)‏ هو لاعب كرة قدم أمريكية أمريكي، ولد في 2 أغسطس 1922 في فيرفيلد في الولايات المتحدة، وتوفي في 5 سبتمبر 2004.

## وصلات خارجية
- ريد كوشران على موقع مرجع كرة القدم المحترفة.كوم (الإنجليزية)